# 사카구치 모에노
사카구치 모에노(일본어: 阪口 萌乃, 1992년 6월 4일 ~ )는 일본의 여자 축구 선수이다.

## 국가대표팀 경력
그녀는 2018년 6월 10일 뉴질랜드과의 경기에서 일본 국가대표팀에 데뷔했다. 2018년 아시안 게임 금메달 획득에 기여했다. 그녀는 2019년까지 국제 A매치 통산 12경기에 출전, 1득점을 넣었다.

## 통계
| 일본 | 일본 | 일본 |
| 연도 | 출전 | 득점 |
| ---- | ---- | ---- |
| 2018 | 10   | 1    |
| 2019 | 2    | 0    |
| 통산 | 12   | 1    |